# Tharyx dorsobranchialis
Tharyx dorsobranchialis är en ringmaskart som först beskrevs av Kirkegaaard 1959.  Tharyx dorsobranchialis ingår i släktet Tharyx och familjen Cirratulidae. Inga underarter finns listade i Catalogue of Life.